# خطر السيولة
خطر السيولة كما تعرف باسم مخاطرة السيولة، هو خطر مالي يتضمن عدم القدرة على تداول أصول مالية أو سندات ضمان أو سلع أساسية ما في السوق بسرعة كافية خلال فترة زمنية معينة دون تأثير ذلك على سعر السوق.

## الأنواع
سيولة السوق: أي لا يمكن بيع أحد الأصول بسبب نقص السيولة في السوق، وهو في الأساس مجموعة فرعية من مخاطر السوق، وتُفسَّر من خلال:
- توسيع انتشار المناقصة/ العرض.
- صنع احتياطات سيولة واضحة.
- إطالة فترة الانتظار بسبب حسابات القيمة المعرضة للخطر.

سيولة التمويل: المخاطرة بأن الالتزامات:
- قد لا تتحقق عندما يحين موعد استحقاقها.
- لقد لا تتحقق إلّا بسعر غير اقتصادي.
- قد تكون محددة الاسم أو جهازية.[2]

## الأسباب
تنشأ مخاطرة السيولة في المواقف التي لا يستطيع فيها الطرف المهتم بمداولة أصل ما من القيام بذلك بسبب عدم رغبة أحد في السوق بهذا الأصل. تصبح مخاطر السيولة مهمة بشكل خاص للأطراف التي تملك أو على وشك حيازة أحد الأصول، لأنه سيؤثر في قدرتها على التداول.
تختلف مخاطرة السيولة اختلافًا كبيرًا عن انخفاض السعر إلى الصفر؛ إذ يقول السوق في حالة انخفاض سعر الأصل إلى الصفر أن الأصل لا قيمة له. أمّا إذا لم يستطع أحد الأطراف العثور على طرف آخر مهتم بتداول الأصل، فمن المحتمل أن يكون ذلك ناجمًا عن مشكلة في إيجاد شركاء السوق لبعضهم البعض؛ وربما يكون هذا سبب ارتفاع نسبة مخاطرة السيولة في الأسواق الناشئة أو الأسواق ذات الحجم الصغير.
ينجم الخطر المالي في هذا النوع من المخاطر عن السيولة غير المؤكدة. قد تفقد المؤسسة السيولة إذا انخفض تصنيفها الائتماني –إذا عانت من مصاريف نقدية مفاجئة غير متوقعة، وقد يتسبب حدث آخر في تجنب الأطراف المقابلة التداول مع المؤسسة. تتعرض المؤسسة أيضًا لمخاطر السيولة إذا كانت الأسواق التي تعتمد عليها عرضة لخسارة السيولة.
تتفاقم مخاطرة السيولة في السوق والتمويل، حيث يصعب البيع عندما يواجه المستثمرون الآخرون مشاكل في التمويل، كما يصعب الحصول على تمويل عندما يكون بيع الضمانات صعبًا. وبشكل عام، تميل مخاطرة السيولة أيضًا إلى مضاعفة المخاطر الأخرى؛ إذا امتلكت المؤسسة التجارية أصل غير سائل، فإن قدرتها المحدودة على تصفية هذا الملك في غضون مهلة قصيرة ستزيد من مخاطر السوق. لنفترض أن الشركة تمتلك موازنة تدفقات نقدية (سيولة خارجة وداخلة من الشركة) مع طرفين مختلفين في يوم معين. إذا تخلف الطرف المقابل عن السداد، فسوف يتعين على الشركة جمع أموال من مصادر أخرى لتسديد ما هو مترتب عليها. وإذا كانت غير قادرة على القيام بذلك، فإنها ستتخلف بالدفع أيضًا، وهنا، زادت مخاطرة السيولة من مخاطر الائتمان.
يمكن حماية ملك ما من مخاطر السوق، ولكن لا يمكن حمايته من مخاطرة السيولة. وهذا صحيح في مثال المخاطر الائتمانية أعلاه؛ فالدفع الصادر والوارد للمؤسسة متوازن، وهو عرضة لمخاطر الائتمان لا مخاطر السوق. مثال آخر هو كارثة شركة المعادن الألمانية عام 1993 (كارثة ميتال غيزيل شافت) التي استخدمت العقود الآجلة للاحتياط من التزامات التداول خارج البورصة (OTC). بقي الاحتياط فعالاً من وجهة نظر مخاطر السوق، ولكن أزمة السيولة الناتجة عن الطلبات الهامشية على العقود المستقبلية هي ما أجبر ميتال غيزيل شافت على التراجع عن الملك.
وفقًا لذلك، يجب تدبير مشكلة مخاطرة السيولة بالإضافة إلى مخاطر السوق والائتمان وغيرها؛ فمن الصعب أو المستحيل عزل مخاطرة السيولة بسبب ميلها إلى مضاعفة المخاطر الأخرى. لا توجد في جميع الظروف –باستثناء أبسطها– مقاييس شاملة لمخاطرة السيولة. يمكن تطبيق تقنيات معينة لتدبير التزامات الأصول لتقييم مخاطرة السيولة، والاختبار البسيط لمخاطر السيولة هو النظر إلى التدفقات النقدية الصافية المستقبلية على أساس يومي، حيث يشكل أي يوم يمتلك صافي تدفق نقدي سلبي كبير مصدر قلق، ويمكن استكمال هذا التحليل باختبار الإجهاد. يجب على الشخص النظر إلى التدفقات النقدية الصافية على أساس يومي مفترضًا وجود تقصير مهم من الطرف المقابل.
لا يمكن لمثل هذه التحليلات أن تأخذ في الاعتبار التدفقات النقدية الطارئة بسهولة، مثل التدفقات النقدية من المشتقات أو الأوراق المالية المدعومة بالرهن. إذا كانت التدفقات النقدية للمنظمة مشروطة إلى حد كبير، فقد تقيَّم مخاطرة السيولة باستخدام تحليل السيناريو. وقد يستلزم ذلك اتباع الخطوات رفيعة المستوى التالية:
- بناء سيناريوهات وافتراضات متعددة لحركات السوق على مدى فترة زمنية معينة.
- تقييم التدفقات النقدية اليومية تحت كل سيناريو.

تختلف الميزانية العمومية بشكل كبير من مؤسسة إلى أخرى، ولهذا لا يوجد أسلوب قياسي وحيد يشرح كيفية تنفيذ هذه التحليلات. وبشكل عام، يهتم المنظمون بالآثار الجهازية لمخاطرة السيولة في المقام الأول.

## التسعير
يحتاج المستثمرون الذين ينفرون من المخاطرة بطبيعة الحال إلى عائد متوقع أعلى كتعويض عن مخاطر السيولة. لذلك ينص نموذج تقييم الأصول الرأسمالية المعدل وفقًا للسيولة على أن ارتفاع مخاطرة السيولة لأصل ما في السوق يوافق ارتفاع العائد المطلوب.
تستخدم إحدى الطرق الشائعة خيار لوك باك أو النظر للخلف لتقدير الحد الأعلى الآمن للخصم الناتج عن عدم سيولة أصل ما، حيث تساوي العلاوة الفرق بين الحد الأقصى لقيمة ورقة مالية خلال فترة تداول مقيدة وقيمتها في نهاية الفترة. عند امتداد الطريقة لتطال ديون الشركات، يتضح أن مخاطر السيولة تزداد مع مخاطر ائتمان السندات.

## تدابير خطر السيولة
فجوة السيولة
يُعرّف كيلب فجوة السيولة بأنها صافي الأصول السائلة للشركة. أي القيمة الزائدة لأصول الشركة السائلة على متطلباتها المتقلبة. يجب أن تركز الشركة التي تمتلك فجوة سلبية في السيولة على أرصدتها النقدية والتغيرات المحتملة غير المتوقعة في قيمها.
لا يمكن اعتبار فجوة السيولة مقياسًا ثابتًا لمخاطرة السيولة، لأنها لا تعطي أي إشارة إلى كيفية تغير الفجوة مع زيادة تكلفة التمويل الهامشية للشركة.
المرونة
يشير كيلب إلى التغير الذي يطرأ على صافي الأصول نسبةً للالتزامات الممولة الذي يحدث عندما ترتفع علاوة السيولة على تكلفة التمويل الهامشية للبنك بمقدار صغير كمرونة مخاطرة السيولة. يُقاس ذلك بالنسبة للبنوك على أنه الفرق بين الفائدة والإقراض، وبالنسبة للجهات غير المالية، يُقاس سعر الصرف المستقل على أساس فروق أسعار الفائدة على الأوراق التجارية.
تتمثل مشكلات استخدام مرونة مخاطر السيولة في افتراضها حدوث تغيرات موازية في فروق التمويل في جميع فترات الاستحقاق، وبأنها دقيقة فقط في حالة التغيرات الطفيفة في فروق التمويل.